# 源懿子
源懿子（1116年—1143年），後白河天皇之元配妻子。父親是大納言大炊御門經實（藤原師實之子），母親是藤原公實之女。因為她後來做了左大臣源有仁的養女，因此改姓源氏。後白河天皇還是雅仁親王的時代，懿子便成為他的親王妃，並在康治二年六月十七日（1143年7月30日）生下守仁親王（後來的二條天皇），但是產後不過幾天，懿子便死於產後疱瘡感染。保元三年（1158年），守仁親王即位，追尊生母為皇太后。